# FK AS Trenčín
FK AS Trenčín är en fotbollsklubb i staden Trenčín i Slovakien. Laget spelar sina hemmamatcher på Štadión na Sihoti med en publikkapacitet på 4 500 åskådare.

## Historik
Klubben startades 1992 som TJ Ozeta Dukla Trenčín i det dåvarande Tjeckoslovakiens tredjedivision, och slutade en placering före TTS Trenčín. Senare spelade klubben tre säsonger (1994-1997) i Slovakiens andradivision. Från 1997 spelade man i Slovakiens förstadivision, och en stor framgång var fjärdeplatsen säsongen 1997/1998. Man spelade också fyra gånger i Intertotocupen (1998, 1999, 2000 och 2002). Laget köptes senare av nederländaren Tschen La Ling. Efter 11 säsonger i högstadivisionen åkte laget ur under säsongen 2007/2008.

### Klubbnamn
- 1992: Bildad som TJ Ozeta Dukla Trenčín
- 1995: Bytte namn till FK Ozeta Dukla Trenčín
- 2003: Bytte namn till Laugaricio Trenčín
- 2005: Bytte namn till FK AS Trenčin

## Placering tidigare säsonger
| Säsong  | Nivå | Liga         | Placering | Referens |
| ------- | ---- | ------------ | --------- | -------- |
| 2011/12 | 1    | Corgoň liga  | 5         | [ 3 ]    |
| 2012/13 | 1    | Corgoň liga  | 3         | [ 4 ]    |
| 2013/14 | 1    | Corgoň liga  | 2         | [ 5 ]    |
| 2014/15 | 1    | Fortuna liga | 1         | [ 6 ]    |
| 2015/16 | 1    | Fortuna liga | 1         | [ 7 ]    |
| 2016/17 | 1    | Fortuna liga | 4         | [ 8 ]    |
| 2017/18 | 1    | Fortuna liga | 5         | [ 9 ]    |
| 2018/19 | 1    | Fortuna liga | 11        | [ 10 ]   |
| 2019/20 | 1    | Fortuna liga | 7         | [ 11 ]   |
| 2020/21 | 1    | Fortuna liga | 6         | [ 12 ]   |
| 2021/22 | 1    | Fortuna liga | 7         | [ 13 ]   |
| 2022/23 | 1    | Fortuna liga | 9         | [ 14 ]   |
| 2023/24 | 1    | Fortuna liga | 8         | [ 15 ]   |

### Fotnoter
1. 1 2  "Trenčín po 11 sezónach zostupuje do druhej najvyššej súťaže" Arkiverad 19 juli 2011 hämtat från the Wayback Machine. (slovakiska)
2. ↑  AS Trenčíns historia
3. ↑  http://www.rsssf.com/tabless/slow2012.html
4. ↑  http://www.rsssf.com/tabless/slow2013.html
5. ↑  http://www.rsssf.com/tabless/slow2014.html
6. ↑  http://www.rsssf.com/tabless/slow2015.html
7. ↑  http://www.rsssf.com/tabless/slow2016.html
8. ↑  http://www.rsssf.com/tabless/slow2017.html
9. ↑  http://www.rsssf.com/tabless/slow2018.html
10. ↑  http://www.rsssf.com/tabless/slow2019.html
11. ↑  http://www.rsssf.com/tabless/slow2020.html
12. ↑  http://www.rsssf.com/tabless/slow2021.html
13. ↑  http://www.rsssf.com/tabless/slow2022.html
14. ↑  http://www.rsssf.com/tabless/slow2023.html
15. ↑  http://www.rsssf.com/tabless/slow2024.html